# Мухино (Рыбинский район)
В Ярославской области есть ещё две деревни, с таким названиями, в Тутаевском и Угличском районах.
Му́хино — деревня Погорельского сельского округа в Глебовском сельском поселении Рыбинского района Ярославской области.
Деревня расположена на берегу восточного отрога Копринского залива Рыбинского водохранилища, на правом берегу впадающего в этот залив небольшого ручья, который называется Мухинским. На противоположном берегу этого ручья к юго-западу, ближе к руслу Волги стоит деревня Петраково и связанный с ней крупный дачный массив. Деревня имеет одну основную улицу, ориентированную с востока на запад вдоль ручья. С восточной окраины деревни начинаются две дороги ведущие к автомобильной дороге из центра сельского поселения Глебово на Ларионово: южная через деревню Ягодино ведёт на Бараново, северная через Коровниково и Минино выходит к деревне Калита. К юго-востоку от Мухино находится деревня Подольское.
Деревня Мухина указана на плане Генерального межевания Рыбинского уезда 1792 года. На плане деревня стоит на левом берегу Мухинского ручья, который в то время видимо был весьма протяжённым, исток около деревни Горели.
На 1 января 2007 года в деревне проживало 2 постоянных жителя. Почтовое отделение, расположенное в центре сельского округа селе Погорелка, обслуживает в деревне Мухино 12 адресов.